# Fő tér (Salgótarján)
A salgótarjáni Fő tér a város belvárosában elhelyezkedő közterület.

## Fekvése
A város belső részén helyezkedik el 230 méteres tengerszint feletti magasságban. A téren áthalad a 21-es főút, amely 2 2 sávos. A teret keletről a 210-es főút, nyugatról a József Attila Művelődési és Konferencia Központ. Északról a Karancs Szálló, délről a Pécskő út zárja le.

## Története

### Régi Főtér
Az első főtér a mai Erzsébet tér helyén volt egészen 1972-ig. Itt volt található a Vasútállomás amely most néhány méterrel nyugatabbra helyezkedik el. A tér 1957-ig salakos terület volt amit 1957-ben burkoltak le. Ekkor építettek ide egy szökőkutat is. Az itt található Garzonház ikertornyai építésének 1974-es befejezése előtt 1972-ben keresztelték át Erzsébet térre.

### Új Főtér
1972-ben költözött át egy egykori ház telkének a helyére amit, a Karancs szálló és a József Attila Művelődési és Konferencia Központ miatt bontottak le. 1972-ben leburkolták a területet. 1964-ben már állt a 84 szobás Karancs szálló, majd 1966-ban adták át a József Attila Művelődési és Konferencia Központot, végül 1968-ban a Pécskő Üzletházat.  A Felszabadulási emlékműt 1967-ben állították fel. A Fő tértől délre 1974-ben adták át a 21 emeletes Garzonházak két tornyát.  (Az összesen 264 lakást magukba foglaló épületeket 2013-2015 között újították fel.) 1976-ig az irányonként egy forgalmi sávos Rákóczi utat irányonként két sávos úttá alakították.

### Főtér felújítása
2006-ban elkezdték a tér felújítását. Új lámpákat helyeztek el, fákat és egyéb dísznövényzetet telepítettek, illetve új szökőkutat építettek. A tér felújításával egy időben újították fel a József Attila Művelődési és Konferencia Központot. A felújítási munkálatok 2006 júliusára fejeződtek be.

## Látnivalók
A téren főleg szobrok és szökőkutak helyezkednek el.

## Galéria

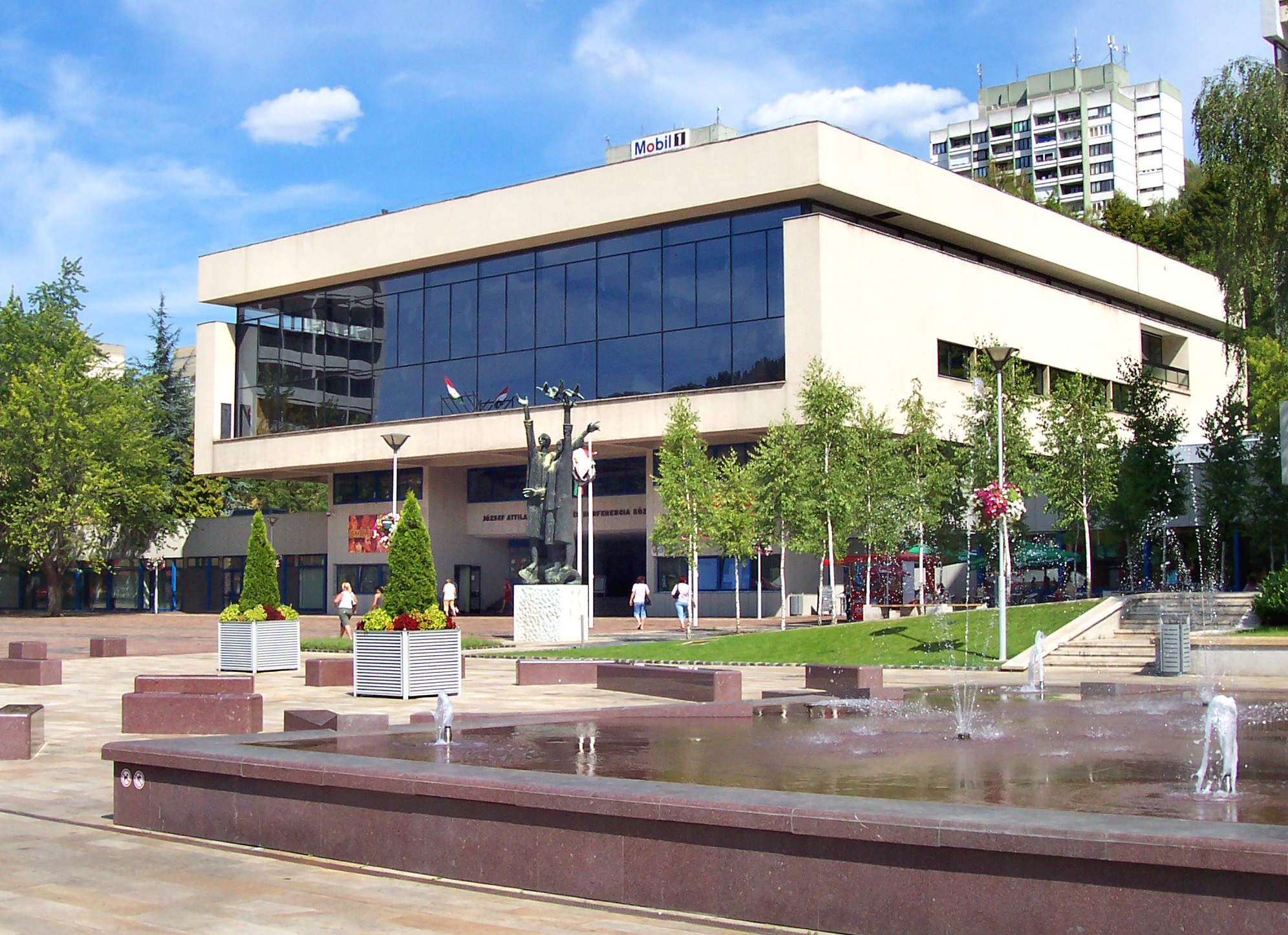
A Fő tér látképe szökőkúttal, háttérben a József Attila Művelődési és Konferencia Központ. (JAMKK)
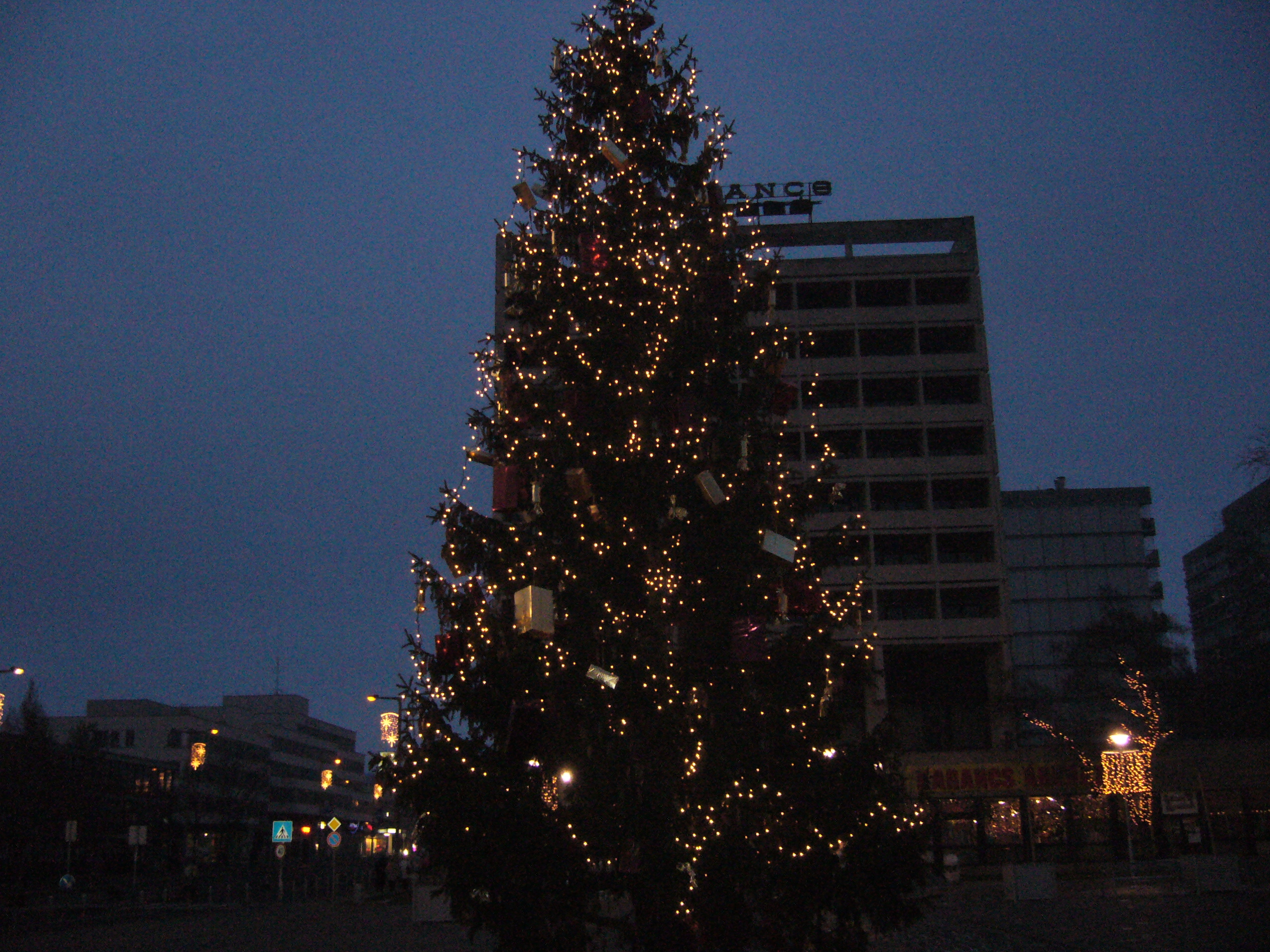
Esti fények és karácsonyfa a Főtéren 2006-ban szilveszterkor.